# Liuixalus romeri
Espèce
Synonymes
- Philautus romeri Smith, 1953
- Chirixalus romeri (Smith, 1953)

Statut de conservation UICN

 EN B1ab(iii,iv)+2ab(iii,iv) : En danger
Liuixalus romeri est une espèce d'amphibiens de la famille des Rhacophoridae.

## Répartition et habitat
Cette espèce est endémique de Hong Kong en Chine. Elle se rencontre du niveau de la mer jusqu'à une altitude maximale de 650 m dans les îles de Lantau, de Lamma de Chek Lap Kok et Po Toi,.
Elle vit dans les forêts ou près des cours d'eau et marécages. Elle ne fréquente par contre pas les endroits ouverts

## Étymologie
Cette espèce est nommée en l'honneur de John D. Romer.

## Publication originale
- Smith, 1953 : Description of a new species of frog of the genus Philautus. Annales and Magazine of Natural History, ser. 12, vol. 6, p. 477-478.